# مجلة المركز للدراسات العربية
مجلة المركز للدراسات العربية دورية علمية نصف سنوية محكّمة، يصدرها مركز أبوظبي للغة العربية تُعنى بنشر الأبحاث والدراسات المتخصصة في الشؤون العربية في مجالات اللغة، والأدب، والثقافة، والمجتمع، والتاريخ، والفكر العربي. 

## التأسيس والنشأة
أُطلقت رسميًا في مارس 2023، تزامنًا مع فعاليات الدورة الثانية من مؤتمر اللغة العربية الدولي في أبوظبي.

## محاور المجلة
- الأدب العربي الكلاسيكي والأدب العربي الحديث.
- النقد الثقافي.
- قضايا الترجمة والمعرفة.
- الهوية واللغة العربية.
- الفكر العربي المعاصر.
- الإعلام العربي.
- التفاعل الثقافي العربي مع الحضارات الأخرى.[4]

## الهيئة الاستشارية
- صلاح فضل (حتى وفاته 2022)  جامعة عين شمس، مصر.

- محسن جاسم الموسوي – أستاذ الأدب المقارن، جامعة كولومبيا، الولايات المتحدة الأمريكية.
- عبد الله الغذّامي – أستاذ النقد الثقافي، جامعة الملك سعود، السعودية.
- هنادا طه – أستاذة تعليم اللغة العربية، جامعة زايد، الإمارات العربية المتحدة.
- فيتالي نعومكن – أستاذ في معهد الاستشراق، موسكو، روسيا.
- فيليب كينيدي –  جامعة نيويورك أبوظبي، الإمارات العربية المتحدة.
- شوكت تراوا –  جامعة ييل، الولايات المتحدة الأمريكية.
- سوزان ستيتكيفتش – أستاذة الشعر العربي الكلاسيكي، جامعة جورجتاون، الولايات المتحدة الأمريكية.
- بياتريس غروندلير –  جامعة برلين الحرة، ألمانيا.
- جيمس منتغمري –  جامعة كامبردج، المملكة المتحدة.
- عبد القادر الفاسي الفهري – أستاذ اللسانيات، جامعة محمد بن زايد للعلوم الإنسانية، الإمارات العربية المتحدة. [1]

## وصلات خارجية
- الموقع الرسمي لمجلة المركز
- إطلاق العدد الأول – وكالة أنباء الإمارات
- ملف المجلة على موقع Brill الأكاديمي